# Zielony Mars
Zielony Mars (tyt. oryg. Green Mars) – powieść fantastycznonaukowa amerykańskiego pisarza Kima Stanleya Robinsona, drugi tom trylogii marsjańskiej. Powieść ukazała się w 1994 r., polskie wydanie, w tłumaczeniu Ewy Wojtczak, wydało wydawnictwo Prószyński i S-ka w 1998 r. w serii Fantastyka. Powieść otrzymała nagrody Hugo i Locus w 1994 r.

## Fabuła
Minęło pokolenie, od czasu, gdy pierwsi ludzie osiedlili się na Marsie. Teraz ich potomkowie przystępują do terraformowania czerwonej planety. Operacja przebiega sprawnie i wkrótce cały glob tętni życiem.